# Progress M-27M
Progress M-27M (ryska: Прогресс М-27M) eller som NASA kallar den, Progress 59 eller 59P, var en rysk obemannad rymdfarkost som skulle leverera förnödenheter, syre, vatten och bränsle till Internationella rymdstationen (ISS). Farkosten sköts upp från Kosmodromen i Bajkonur, med en Sojuz-2.1-raket, den 28 april 2015.
Strax förre farkosten separerade från raketen förlorade man kontrollen över den. Försök att återfå kontrollen över farkosten misslyckades. Farkosten återinträdde i jordens atmosfär och brann upp den 8 maj, kl. 02:20 UTC. Någonstans mellan 350 och 1 300 kilometer utanför Chiles kust.

### Fotnoter
1. ↑  ”NASA Space Science Data Coordinated Archive” (på engelska). NASA. https://nssdc.gsfc.nasa.gov/nmc/spacecraft/display.action?id=2015-024A. Läst 1 mars 2020.
2. ↑  Manned Astronautics - Figures & Facts Arkiverad 4 mars 2016 hämtat från the Wayback Machine., läst 22 juli 2016.